# Linn Gossé
Linn Gossé, född 25 juni 1986 i Bærum, är en norsk handbollsspelare (vänstersexa).

## Karriär

### Klubblagsspel
Hon startade sin handbollskarriär i Vollen, innan hon började spela Stabæk Håndball. 2009–2014 spelade hon i Bergen för Tertnes Elite, och 2014–2016 sökte hon lyckan i Randers HK i Danmark. I Rander spelade hon med Johanna Westberg och Clara Monti Danielsson.Som vänstersexa blev hon känd för sin strålande avslutningsteknik. Efter två år i Danmark spelade hon tre år i TIF Viking. Då klubben degraderades till division 2 lämnade Gossé Viking 2019 var hon åter i Tertnes i Bergen. Redan på hösten 2019 var hon en av klubbens viktigaste spelare i Europacupmatcher mot Storhamer. I klubblagskarriären har hon strålande individuella meriter. Hon har blivit utsedd till vänstersexa i All Star Team i norska ligan ett flertal gånger. Säsongen 2011-2012 blev hon utsedd till MVP i norska ligan och samma år vann hon skytteligan.

### Landslagsspel
Gossé började spela i det norska juniorlandslaget den 10 maj 2002 i en hemmamatch mot Tyskland 16 år gammal. I första landskampen gjorde hon 5 mål. Åren 2002-2005 spelade hon 31 matcher i juniorlandslaget och gjorde 105 mål. Karriären i i ungdomslandslaget var mindre framgångsrik. Hon spelade bara 3 matcher och stod för 7 mål. Innan hon fick landslagsspela 2012 gjorde hon 6 rekruteringslandskamper och lade 29 mål.
Gossé debuterade för det norska A-landslaget 27 september 2005, 19 år gammal i två matcher mot Portugal. Efter över sju år ute i kylan fick Gossé chansen med Norge att spela ett mästerskap, EM 2012. Kari Mette Johansen, som hållit henne utanför landslaget, valde att dra sig ur landslaget efter OS 2012. Hon spelade sedan fram till före VM 2013 men blev inte uttagen till VM 2013 och har sedan bara spelat några få landskamper. Silvermedaljen från EM 2012 blev hennes enda internationella framgång.